# Церква святого великомученика Димитрія (Комарівка)
Церква святого великомученика Димитрія в Комарівці — парафія і храм греко-католицької громади Коропецького деканату Бучацької єпархії Української греко-католицької церкви в селі Комарівка Чортківського району Тернопільської области.

## Історія церкви
На початку XVIII століття в селі Комарівка було 180 дворів, що належали пану Юзефу Волгнеру. На початку XX століття тут з'явилося залізничне сполучення.
За часів Другої Речі Посполитої село інтенсивно заселяли поляки, які у 1939 році становили значну частину населення (450 з 970 мешканців). Згідно з шематизмом, греко-католики Комарівки належали до парафії села Заларів (1912), а з 1938 року — до парафії села Лядське.
У 1924 році місцевий пан і громада села збудували греко-католицьку церкву Святого Димитрія. У 1937 році розпочалося будівництво костелу, яке тривало до початку Другої світової війни. Після війни костел не діяв, у його приміщенні зробили колгоспну комору, а у 1967 році добудували крило і відкрили сільський будинок культури. У 1973 році радянська влада підірвала і зруйнувала церкву Святого Димитрія.
У 1989 році за згодою громади села костел переобладнали на церкву Святого Димитрія, яку відкрили 28 жовтня 1990 року.

## Парохи
- о. Микола Малярчук (1990—1995).
- о. Михайло Костенко (1995—2003).
- о. Іван Цап’юк (2003—2011).
- о. Антон Вербовий (з 2011).